# خوسيه أنطونيو ماركيز
خوسيه أنطونيو ماركيز هو جراح برتغالي، ولد في 29 يناير 1822 في لشبونة في البرتغال، وتوفي بنفس المكان في 8 نوفمبر 1884.